# Valeska Hanel
Valeska Hanel (* 13. Januar 1971 in Bergisch Gladbach) ist eine deutsche Schauspielerin.

## Leben
Nach dem Abitur absolvierte Valeska Hanel von 1991 bis 1995 eine Schauspielausbildung am Lee Strasberg Theatre and Film Institute in New York und fungierte 1994 als Regisseurin des Theaterstücks Der Architekt und der Kaiser von Assyrien im Tribeca Lab Theatre. 1996 verlegte sie ihren Hauptwohnsitz nach Berlin.
Sie gehörte zum Schauspielerensemble, das im Jahr 2000 mit dem Silbernen Bär für besondere künstlerische Leistungen im Film Paradiso – Sieben Tage mit sieben Frauen ausgezeichnet wurde.
Seit 2023 besucht sie für das Projekt „Kinodoktor“ gemeinsam mit Daniel Charigault Kinos und führt Beratungen im Qualitätsmanagement durch.
Seit 2024 ist sie gemeinsam mit Daniel Charigault zudem Vorsitzende des Landkinos e.V.

## Filmografie
- 1998: Babyraub – Kind fremder Mächte (Fernsehfilm)
- 1998: Tigerstreifenbaby wartet auf Tarzan
- 1998: Just Married
- 2000: Paradiso – Sieben Tage mit sieben Frauen
- 2001: Mehrwert der Liebe (Kurzfilm)
- 2002: Im Namen des Gesetzes: Schmutzige Geschäfte (Fernsehserie)
- 2003: 3 Lieder (Kurzfilm)